# Thierry Détant
Thierry Roger Marc Détant (Amsterdã, 23 de novembro de 1965) é um ex-ciclista holandês que participava em competições de ciclismo de pista.
Détant competiu representando os Países Baixos na prova de 1 km contrarrelógio por equipes nos Jogos Olímpicos de Seul 1988, terminando na 18ª posição.